# Juan Bautista Sacasa
Juan Bautista Sacasa Sacasa (nascut en León en 1874 i mort en 1946 en Los Angeles, Califòrnia) va ser president de Nicaragua entre 1933 i 1936.
Era fill del president Roberto Sacasa y Sarria i d'Ángela Sacasa Quadra. Va ser professor i degà a la Universitat de León. Casat amb María Argüello Manning, amb qui va tenir quatre fills, Maruca, Carlos, Roberto i Gloria.
Quan va ser elegit president en 1932, va aconseguir que les tropes nord-americanes abandonessin la seva intervenció a Nicaragua. Per pressions de l'ambaixador nord-americà, va nomenar cap de la Guàrdia Nacional - GN - a Anastasio Somoza García, casat amb la seva neboda Salvadora Debayle Sacasa (els qui serien pares del dictador Anastasio Somoza Debayle). Va signar un conveni de pau amb el general Augusto César Sandino el 21 de febrer de 1934, després d'un sopar en el palau presidencial de la Loma de Tiscapa. Aquesta mateixa nit Sandino va ser assassinat.
Dos anys després, en 1936, Sacasa es va veure obligat a deixar la presidència, després d'un cop d'estat perpetrat per Somoza García, qui es va convertir en dictador de Nicaragua.